# Bódi Guszti
Bódi Guszti, születési nevén: Varga Gusztáv (Nagyecsed, 1958. december 12. –) cigány származású magyar énekes.

## Élete
Már gyerekkorában énekelt, illetve gitározott. 17 éves korában, 1975. december 29-én a roma hagyományok szerint vette feleségül Bódi Margót (sz. Nagyecsed, 1962. május 23.). 1978-ban alapította saját együttesét, a Nagyecsedi Fekete Szemeket. Az együttest az énekes családtagjai alkotják, tagjai: Bódi Guszti – ének, Bódi Margó – ének, Bódi Csaba – ének és Bódi  Kis Guszti Jr. – ének, gitár. 1987-ben költöztek Budapestre. Pályafutásuk alatt több albumot adtak ki, a Szeretlek, Szeretlek című albummal arattak nagy sikert, az aranyeső című Bódi Guszti szerzeménnyel. Bódi Guszti létrehozta a Fekete Szemek Zeneműkiadót, és több tehetséges fiatalnak kazettát, később CD lemezt, majd DVD-t adott ki önerőből.  A Zeneműkiadó Romasztárparádé címmel, három albumot is kiadott, melyen tehetséges roma fiataloknak adtak esélyt a zenei pályájuk eléréséhez.

## Diszkográfia
- Háj Romálé  1-5-ig album Mess Kiadó kiadásában
- 1995 től Feketeszemek Roma Zeneműkiadó
- No. 6 (1995)
- No. 7-8 (1996)
- No. 8
- No. 9 (1997-98)
- No. 10 (1999)
- Szeretlek-szeretlek (1999), ezen az albumon van a a nagysikerű
- "aranyeső" című dal, melynek szerzője Bódi Varga Gusztáv. 2000 a siker éve!
- Kalapom-Kalapom (2000)
- Aranyalbum Válogatás (2000)
- Bilincs a Szívemen (2001)
- Bulizzunk Ma Együtt (2002) Galambos Lajossal közös album
- Egy Bűnöm Van (2002)
- Aranyos Hintó (2003)
- Elmegyek...Zsavtár me Feat. Lajcsi) (2004)
- Nem én lettem hűtlen (2004)
- Bódi Guszti és barátai: Roma Sztárparádé 2. (2005)
- Rabolj el még egyszer (2005)
- Bódi Guszti: Sztárparádé 3. (2006)
- Bódi Guszti: Válogatás (2007)
- Forr a Vérem (2007)
- Roma Rómeó (2008)
- Fájdalom nélkül (2011)
- Hosszú, rögös út (2012)
- Minden csókomat visszalopom (kislemez, 2015)
- Engem ne sajnáljon senki! (kislemez, 2015)
- Bódi Guszti & Margó: Szép az élet (2016)
- Bódi Guszti & Margó: Bántasz vagy nem (2018)
- Bódi Guszti & Margó: Mint a jég a tűzben (2020)
- Bódi Guszti & Margó: Veled elmennék, (2020)
- Bódi Guszti & Margó: Tüzet gyújtottál a szívemben, (2020)
- Bódi Guszti És Margó Szivárványos klip Dubaiban készült, (2021)
- Bódi Guszti és Margó Szépasszony vagy saját feldolgozás. Klip Dubaiban készült, (2021)
- Bódi Guszti &   Margó Szépséges Hercegnő      (2022)
- Bódi Guszti &   Margó  Nagyon-Nagyon             (2022)
- Bódi Guszti &   Margó  Álé-Álé , Máni-Máni Lé, Milyen a Világ   (2023)